# 萊內斯角
67°41′S 67°48′W / 67.683°S 67.800°W
萊內斯角是南極洲的海岬，位於葛拉漢地西岸對開的普爾夸帕島西岸，是達格利什灣入口處的北部，該海岬由讓-巴蒂斯特·夏古率領的法國探險隊發現。